# 花薗悟
花薗 悟（はなぞの さとる、1967年2月 - ）は日本語学者。学位は博士（大阪外国語大学）。東京外国語大学国際日本学研究院教授。

## 学歴
- 1992年3月　東京外国語大学外国語学部日本語学科卒業。学士（言語・地域文化）[1]。
- 1997年3月　同大学大学院地域文化研究科博士前期課程修了。修士（言語学）[1][2]。
- 2000年3月　大阪外国語大学大学院言語社会研究科博士後期課程修了。博士（言語文化学）取得[2][3]。

## 職歴
- 2000年4月 - 2001年3月　大阪外国語大学・大阪府立大学・園田学園女子大学 非常勤講師
- 2001年4月 - 2008年3月　東京外国語大学留学生日本語教育センター 講師
- 2005年4月 - 2011年3月　東京外国語大学大学院博士前期課程兼担（言語応用専攻日本語教育学専修コース）
- 2008年4月 - 2015年3月　東京外国語大学留学生日本語教育センター 准教授
- 2009年3月 - 2009年9月　中国赴日本国留学生予備学校（吉林省長春市）基礎日本語教師団団長
- 2012年10月- 2013年3月　琉球大学研究員
- 2015年4月 - 2022年3月　東京外国語大学国際日本学研究院 准教授
- 2022年4月 - 　　　　　　 東京外国語大学国際日本学研究院 教授
- 2023年10月 - 2024年3月　カリフォルニア大学バークレー校訪問研究員

## 主要業績
- 「希望形式の過去 －『～したかった』の文について－」 『日本研究教育年報（1997年度版）』 東京外国語大学 1998.3
- 「条件形複合用言形式の認定」『国語学』197　国語学会　1999.6
- 「文法形式としてのモダリティ」　大阪外国語大学博士論文　1999.12
- 「言語学者奥田靖雄氏の満洲時代について」『近現代東北アジア地域史研究会ニューズレター』14　近現代東北アジア地域史研究会 2002.12
- 「『Nを通して』と『Nを通じて』」『東京外国語大学日本語教育センター論集』31　2004.3
- 姫野昌子監修『日本語表現活用辞典』（項目執筆）研究社　2004.5
- グループKANAME編著『複合助詞がこれでわかる』（分担執筆）　ひつじ書房　2007.5
- 藤森弘子・花薗悟・楠本徹也・宮城徹・鈴木智美編『日本語教育学研究への展望』（共編）　ひつじ書房　2009.3
- 「満洲国時代の奥田靖雄」（『国文学 解釈と鑑賞 950 』）至文堂　2010.7
- 「民主主義科学者協会言語科学部会－昭和二十年代の奥田靖雄」（『国文学 解釈と鑑賞 957 』）至文堂 2011.1
- 蘆麗・花薗悟 主編『赴日留学必携』南京大学出版 2012.10［中国］
- 「日本語教育の方法論を応用した初級沖縄語教科書について」『日本語・日本学研究』4 東京外国語大学国際日本研究センター 2014.3
- 佐藤武義・前田富祺編『日本語大事典』（項目執筆「願望表現」「希求」）朝倉書店、2014.11
- 『初級沖縄語』（単著）研究社　2020.3
- 「テハ条件＋評価的用言形式について －「しなくては /しては ならない /いけない」の文法化－」『日本エドワード・サピア協会研究年報』37、日本エドワード・サピア協会、2023
- 「沖縄首里方言における語頭声門破裂音の機能負担量」『沖縄文化』126、沖縄文化協会、2024